# Санту-Луссурджу
Санту-Луссурджу (итал. Santu Lussurgiu) — коммуна в Италии, располагается в регионе Сардиния, подчиняется административному центру Ористано.
Население составляет 2664 человека, плотность населения составляет 26,73 чел./км². Занимает площадь 99,67 км². Почтовый индекс — 9075. Телефонный код — 0783.
Покровителем коммуны почитается святой Луксорий, празднование 21 августа.